# Rapides de Lachute
Die Rapides de Lachute (englisch Lachute Rapids) waren eine kanadische Eishockeymannschaft aus Lachute, Québec. Das Team spielte von 1996 bis 1999 in der Québec Semi-Pro Hockey League.

## Geschichte
Die Mannschaft wurde 1996 als Franchise der erstmals ausgetragenen Québec Semi-Pro Hockey League gegründet. In dieser war ihr größter Erfolg in ihrem dreijährigen Bestehen der Gewinn der Coupe Futura in der Saison 1997/98, nachdem sie zuvor die Division Ouest in der regulären Saison auf dem zweiten Platz abgeschlossen hatten. In den Jahren 1997 und 1999 wurden die Rapides jeweils Fünfter ihrer Division.  
Im Anschluss an die Saison 1998/99 wurde das Franchise nach LaSalle umgesiedelt, wo es in den folgenden Jahren unter dem Namen Rapides de LaSalle am Spielbetrieb der Liga teilnahm. 

## Team-Rekorde

### Karriererekorde
Spiele: 104  Benoît Deschamps
Tore: 62  Steve Cadieux
Assists: 85  Jean Imbeau
Punkte: 147  Jean Imbeau
Strafminuten: 459  Patrick Allard